# Studijní a vědecká knihovna Plzeňského kraje
Studijní a vědecká knihovna Plzeňského kraje (dále jen SVKPK) je veřejnou knihovnou, která zajišťuje všem občanům rovný přístup k informacím. Fond této knihovny je univerzální. Ve svém fondu shromažďuje dokumenty regionálního charakteru. Zřizovatelem instituce je Plzeňský kraj. Služby jsou poskytovány v souladu s Knihovním řádem SVK PK a zpoplatněny dle Ceníku služeb SVK PK.

## Historie
Knihovna byla založena v roce 1950 jako Státní studijní knihovna. Zřízení knihovny reagovalo na založení plzeňských vysokých škol, Lékařské fakulty Univerzity Karlovy, Vysoké školy strojní a elektrotechnické a Pedagogické fakulty. Knihovna byla umístěna do komplexu budov kláštera dominikánek. Základem knihovních sbírek se stala Knihovna městského historického muzea. Od roku 2001 je knihovna na základě knihovního zákona organizační složkou Plzeňského kraje. Její název se změnil na Studijní a vědecká knihovna Plzeňského kraje.
Hlavní budova knihovny sídlí ve Smetanových sadech v budově bývalého dominikánského kláštera. Tento klášter byl dostavěn a vysvěcen v roce 1714 a o několik málo desetiletí (v roce 1782) zanikl díky josefinské reformě. Později se z této budovy stal filozofický ústav a gymnázium. Během první světové války byla budova k dispozici pro vojenské účely. Po válce v roce 1919 se budova upravila pro ubytovací účely pro chudé nájemníky. To přineslo mnoho zásahů a úprav budovy. Nacházely se zde různé podniky a krámy. V roce 1950 byla založena Státní vědecká knihovna v Plzni, která byla umístěna do této budovy.
Oddělení zahraničních knihoven, která jsou samostatnými pracovišti Studijní a vědecké knihovny Plzeňského kraje, sídlí v tzv. Evropském domě na náměstí Republiky 12. Knihovna pro nevidomé sídlí v Jagellonské ulici 1.

## Fond
Knihovna má ve své správě knihovnu Františkánského kláštera v Plzni, která obsahuje 187 prvotisků a 3500 starých tisků. Od roku 1963 disponovala knihovna právem úplného povinného výtisku. V té době ve svých sbírkách shromažďovala veškerou produkci vydávanou na územní tehdejšího státu. V roce 1966 vyšel zákon o neperiodických publikacích, který změnil práva povinného výtisku. Od té doby má knihovna nárok na regionální povinný výtisk a povinný výtisk periodik. V roce 1978 byl založen hudební kabinet a Knihovna pro nevidomé.
Další rok vznikla speciální studovna. Ta poskytuje uživatelům bibliografické služby, rešeršní služby a speciální technické informace. Knihovna také vlastní speciální cizojazyčné fondy. V roce 1995 byla otevřena Rakouská knihovna. V roce 1998 Německá knihovna Goethe-Institutu. Anglická knihovna byla otevřena 1. února 2002. V roce 2002 přešla pod správu knihovny a současně je podporována Britskou radou. Poslední cizojazyčnou knihovnou je  Románská knihovna, otevřená od 5. října 2016. Knihovna dále ve svých fondech vlastní knihovny významných regionálních osobností.
SVK PK má ve svých sbírkách tyto knihovny: Knihovna Městského historického muzea, Regionální fond, Knihovny významných osobností (Emil Felix, Vladimír Hubka, Otakar Kurliš-Randa, Ladislav Lábek, Antonín Špelda) a Historické fondy. K 31. prosinci 2020 zahrnoval fond knihovny 2 006 258 dokumentů.

## Automatizace
Na počátku 90. let se v knihovnách začíná experimentovat s automatizací knihovnických procesů. Na základě politiky Národní knihovny České republiky nebyl určen centralizovaný knihovní systém. Každá knihovna si mohla zvolit podle svých možností a potřeb systém, který by jí nejlépe vyhovoval. SVK PK šla zcela svou vlastní cestou. Knihovnické procesy byly zautomatizované vlastním knihovnickým systémem KIMS. V roce 1996 byla knihovna připojena na internet a v dalším roce byl vytvořen lokální elektronický katalog. Od roku 1998 je otevřena internetová studovna.
V roce 2002 se knihovna rozhodla přejít na knihovní systém Aleph, protože systém KIMS již nevyhovoval potřebám knihovny. Na začátku roku 2011 byl otevřen volný výběr knih, ve kterém mohou uživatelé najít odbornou literaturu i beletrii od roku 2000. Starší literatura se i nadále objednává přes systém ALEPH500 a k vyzvednutí je u výpůjčního pultu v přízemí. Ve stejném roce knihovna instalovala první knižní box HERBIE, jež byl původně umístěn ve vstupní hale ve Smetanových sadech. V současnosti (stav k r. 2021) jsou knižní boxy rozmístěny takto:
- Klatovská 51 (před Pedagogickou fakultou, přístup non-stop)
- Sady Pětatřicátníků 14 (vestibul Fakulty právnické, přístup 6–22 h)
- Univerzitní 18 (vestibul Univerzitní knihovny, přístup 8–20 h; přes hlavní vrátnici a v tom případě přístupné 6–22, tento box dočasně přemístěn do Univerzitní 22 vedle vrátnice)
- Husova 60 (vestibul CAN – naproti hl. vchodu, přístup 5–22 h)
- Bolevecká 30 (v přízemí kolejí, přístup  non-stop – ve večerních hodinách po domluvě na vrátnici)
- Nádražní 9 (horní vestibul Hlavního nádraží ČD vedle vstupu do čekárny, přístup 3:45–23:00 h)[5]

Do knižního boxu může uživatel vkládat knihy a jejich vrácení si zkontrolovat na svém čtenářském kontě v systému ALEPH500.

## Služby
Knihovny se řídí Knihovním řádem SVK PK, jen Knihovna pro nevidomé se řídí vlastním knihovním řádem.

### Absenční výpůjčky
K absenčním službám patří objednávání, rezervace a expedice dokumentů. Uživatelé si mohou objednávat pouze dokumenty vydané do roku 2000. Vydávání objednaných a rezervovaných knih probíhá v přízemí u výpůjčního pultu.
Volný výběr knih se nachází ve 2. patře budovy. Zde se nacházejí knihy vydané od roku 2001. Knihy ve volném výběru jsou řazeny oborově ve skupinách 0-9 a v jednotlivých dílčích částech dle signatur vzestupně. Beletrie je řazena abecedně. Ve volném výběru knih mají uživatelé k dispozici online katalog a internet. Při výpůjčce je možné použít služeb knihovníka u výpůjčního pultu nebo samoobslužného zařízení. Půjčené knihy se vracejí v přízemí u výpůjčního pultu, případně pomocí externích knižních boxů.

### Prezenční výpůjčky
Prezenční výpůjčky mohou uživatelé studovat pouze v prostorách knihovny. Uživatelé knihovny si mohou v katalozích vybrat nebo objednat dokumenty, které budou připraveny v požadované studovně. Objednané dokumenty má uživatel půjčené v dané studovně na 14 dní. Prezenční služby poskytují tato pracoviště: všeobecná studovna, čítárna časopisů, speciální studovna, hudební kabinet, internet a badatelská studovna.

### Bibliografické služby
K těmto službám patří rešeršní služby ve speciální studovně, dále regionální informace ve speciální studovně a regionální patentové centrum ve speciální studovně.

### Služby knihovnám
Mezi tyto služby patří vzdělávání knihovníků z regionu, výkon regionálních funkcí, konzultační a metodická činnost a členství v profesních organizacích.

### Informační a elektronické zdroje
Uživatelé knihovny mají k dispozici výběr z českých a zahraničních databází, ale i jiných elektronických informačních zdrojů, jako jsou katalogy, seznamy a zahraniční elektronické časopisy.

### Online služby
Vzdáleně lze využívat následující služby:
- služba Volejte knihovně - každé úterý dopoledne a čtvrtek odpoledne na telefonním čísle 377 477 365
- zasílání výpůjček uživatelům prostřednictvím služby Zásilka - placená služba pro registrované čtenáře
- e-knihy v katalogu SVK PK
- vzdálený přístup do databází (přihlášení údaji totožnými pro vstup do katalogu SVK PK)
- vzdálený přístup do kolekce digitalizovaných dokumentů Národní digitální knihovny (přihlášení údaji totožnými pro vstup do katalogu SVK PK)
- speciální studovna přijímá požadavky na rešerše prostřednictvím tiskopisu pro elektronické vyplnění
- zasílání výpůjček uživatelům Knihovny pro nevidomé
- Kalendárium osobností západních Čech
- databáze regionálních osobností a regionální článkové bibliografie
- online výstavy
- online kulturní akce pro veřejnost na  https://www.facebook.com/SVKPK,nebo  na youtube kanálu SVK PK
- informace též na sociálních sítích Instagram a  Twitter

### Další služby
Knihovna poskytuje čtenářům kopírovací služby, k dispozici je v hlavní budově šatna a kavárna, průběžně probíhá výstavní činnost v přízemních ambitech. Jsou pořádány pravidelné exkurze pro širokou veřejnost. Pro skupiny maximálně 30 osob starších 12 let lze objednat odborné exkurze s výkladem o historii budovy i knihovny a výklad o knihovních službách včetně prohlídky jednotlivých veřejně přístupných pracovišť (výpůjční protokol, studovny, volný výběr) v hlavní budově i v oddělení zahraničních knihoven s praktickými ukázkami hledání a objednávání dokumentů v knihovním katalogu. Pro pořádání kulturních a přednáškových akcí je možnost pronájmu sálů včetně technického vybavení. 